# Habronyx columbianus
Habronyx columbianus är en stekelart som beskrevs av Dasch 1984. Habronyx columbianus ingår i släktet Habronyx och familjen brokparasitsteklar. Inga underarter finns listade i Catalogue of Life.